# 黃廷方綜合醫院
黃廷方綜合醫院（英語：Ng Teng Fong General Hospital），簡稱NTFGH，是新加坡裕廊東一間設有700張病床的公立急症醫院。醫院以新加坡企業家黃廷方命名，並與鄰近的裕廊社區醫院組成綜合發展。黃廷方綜合醫院自2015年6月30日起開始運作，裕廊健康也於該年10月10日從亞歷山大醫院搬入。

## 歷史

### 興建
黃廷方綜合醫院於2012年開工，並耗資近10億新加坡元興建。醫院與裕廊社區醫院一同規劃，以便居住在新加坡西部居民提供醫療服務，並於完工後設有8級專科診所。

### 延誤
黃廷方綜合醫院的工程延誤了6個月，主要原因為醫院外牆所需的物資生產問題。受延誤影響，原計劃於黃廷方綜合醫院完工後暫時關閉翻新的亞歷山大醫院需要延後關閉。

### 開放
黃廷方綜合醫院於2015年6月30日正式啟用。

## 外部連結
- Ng Teng Fong General Hospital （页面存档备份，存于）
- Ministry of Health Press Release （页面存档备份，存于）